# آنلز
آنلز (به فرانسوی: Annelles) یک کمون در فرانسه است که در canton of Juniville واقع شده‌است. آنلز ۱۲٫۳۱ کیلومتر مربع مساحت دارد ۱۲۰ متر بالاتر از سطح دریا واقع شده‌است.